# Адлеј Ј. Стивенсон
Адлеј Јуинг Стивенсон I (енгл. Adlai Ewing Stevenson I; IPA: ; Округ Кришчан, 23. октобар 1835 — Чикаго, 14. јун 1914) био је амерички политичар, конгресмен, високи званичник Поште, а за време првог мандата председника Гровера Кливленда (од 1885. до 1889) био је 23. потпредседник Сједињених Држава. Године 1900. поражен је на изборима као кандидат за потпредседника Демократске странке уз председничког кандидата Вилијама Џенингса Брајана.